# Anton Nagel (Bildhauer)
Anton Nagel (* 20. Februar 1882 in Bulach; † 6. Dezember 1957 in Lingerhahn) war ein deutscher Bildhauer.

## Leben und Herkunft
Anton Nagel war ein Sohn von Andreas Nagel und dessen Ehefrau Emilie, geb. Rastätter. Nach seiner Ausbildung zum Bildhauer betrieb er in Trier eine künstlerische Werkstatt. Nagel, der Mitglied im 1921 gegründeten Künstlerbund Westmark war, beteiligte sich an einer Vielzahl von Kunstausstellungen, vornehmlich im Rheinland, aber auch 1922 im Berliner Künstlerhaus. Viele seiner Kunstwerke zeugen noch heute von seiner Schaffenskraft, vornehmlich im Raum Trier, Koblenz aber auch im Saarland. Allein in Cochem befinden sich mehrere das Stadtbild prägende Kunstwerke, die aus seiner Hand stammen: allen voran das St.-Martin-Reiterstandbild auf dem Marktplatz (1935); außerdem u. a. das lebensgroße Standbild von Pater Martin von Cochem an der Außenwand der Pfarrkirche St. Martin (1934), das Taufbecken in der Pfarrkirche St. Martin (1937), der Bockbrunnen an der Moselpromenade (1938) und die Ausstattung der Kapelle „Zu den drei Kreuzen“ (1939). 
Überregionale Bekanntheit erlangte er durch die die Anfertigung der tausendfach gegossenen Heilig-Rock-Plaketten anlässlich der Heilig-Rock-Wallfahrt 1933, die mehr als 2 Millionen Pilger nach Trier lockte. Unter den weiteren Kunstwerken ist das wohl originellste in der Marienkapelle am Heilbrunnen oberhalb von Schweich zu finden: Eine Schutzmantelmadonna aus dem Jahr 1938, unter deren Schutz er nicht nur den damaligen Trierer Bischof Bornewasser und andere Geistliche der Region, sondern auch sich selbst und seine Familie stellte.

## Weitere Werke
- Herz-Jesu-Kirche Trier, Taufstein (1925)
- Krieger-Kreuz in Pluwig 1930[4]
- Denkmal mit dem steingemeißelten Bild des Guten Hirten an der südlichen Außenwand der Auwer Pfarrkirche
- Pfarrkirche St. Ambrosius Trier, im Eingangsbereich stehende Schmerzensmutter
- Vincentinum Skulptur Vincent de Paul mit Crucifix (Trier)
- Stationenweg Zum Kreuzchen Trier
- Mariensäule auf dem Eichelsberg in Waxweiler (1948)[5]
- Schmerzhafte Muttergottes im Heiligenhäuschen am Spitzen Stein im Kolonier Wald in Friedrichsthal[6]
- Pfarrkirche St. Antonius von Padua Saarbrücken, Schutzmantelmadonna (1939)

## Familie
Anton Nagel heiratete am 26. August 1924 in Trier Anna Maria Wilhelmine, geb. Kronewirth. Beide hatten drei gemeinsame Kinder.

## Fotos

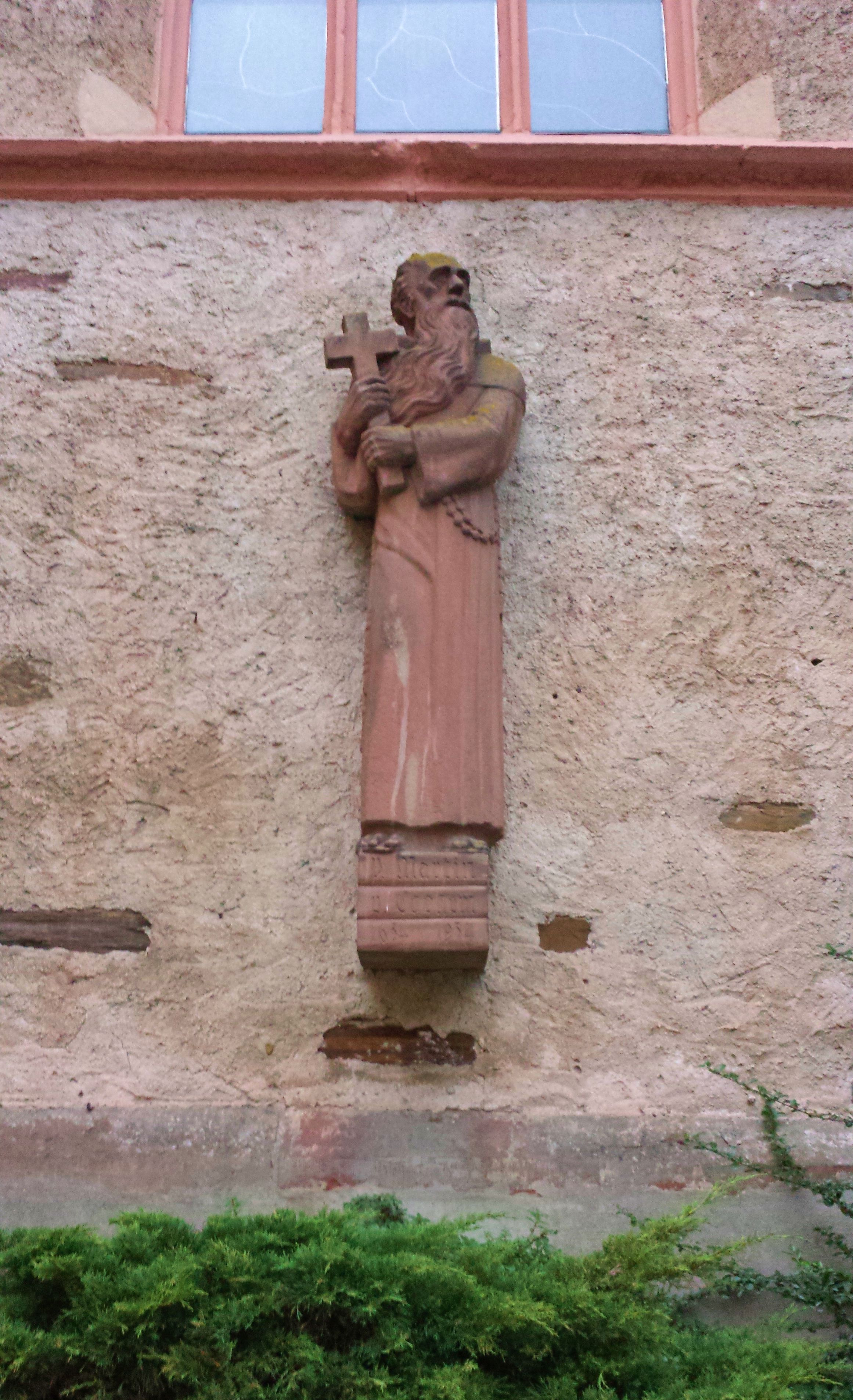
Standbild Pater Martin von Cochem (1934)
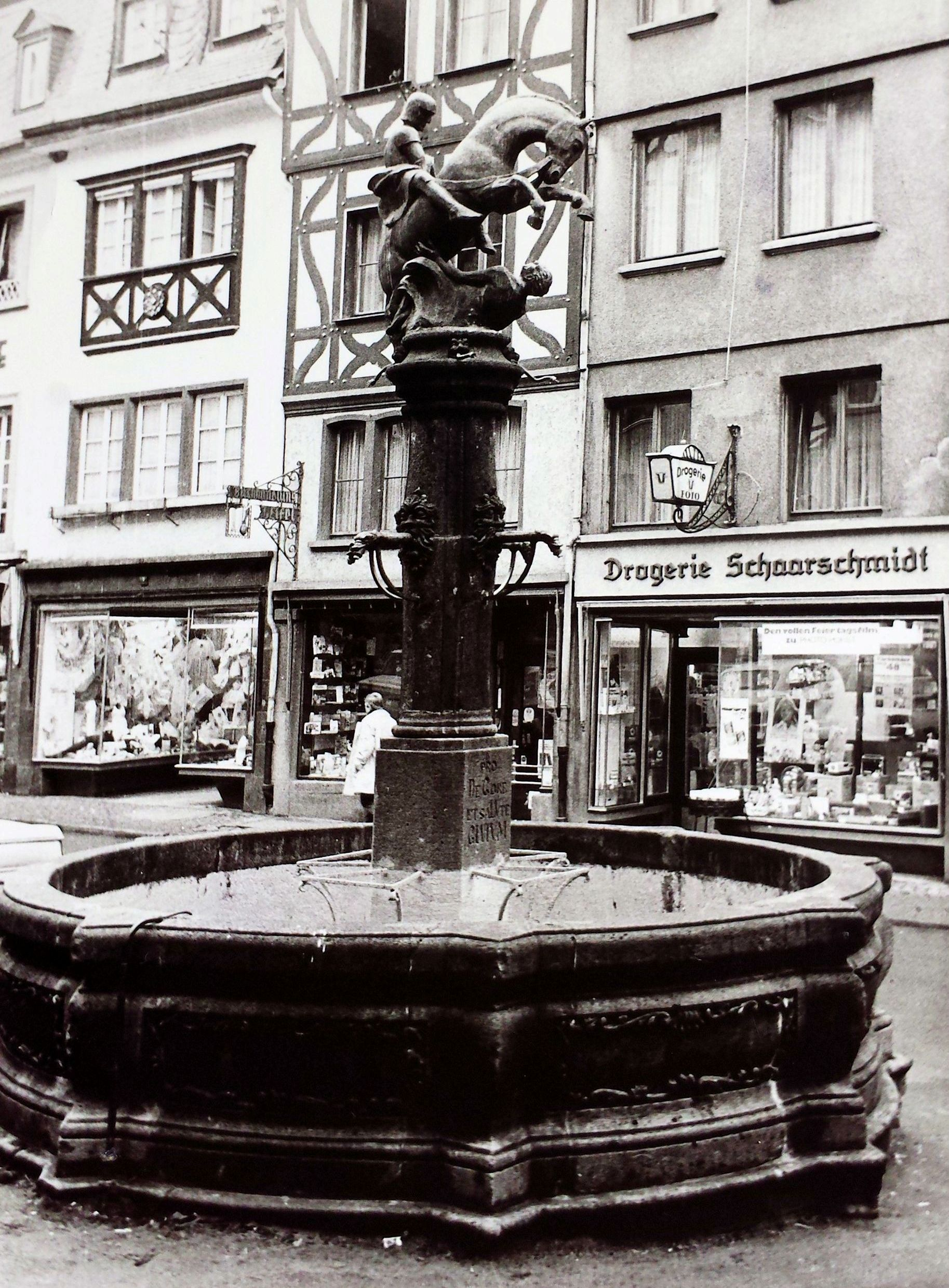
St.-Martin-Reiterstandbild Cochem (1935)
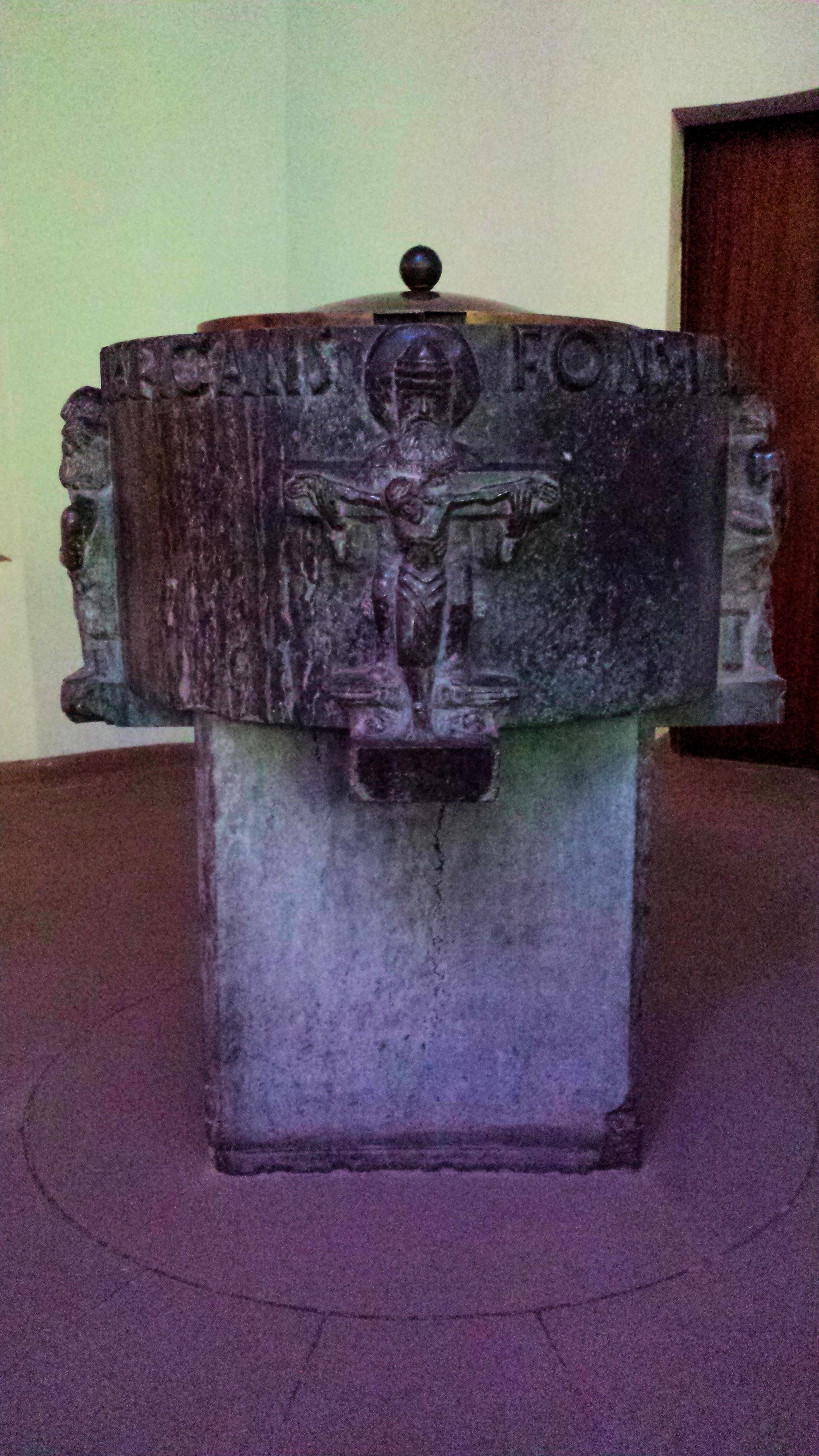
Taufbecken Pfarrkirche St.-Martin Cochem (1937)
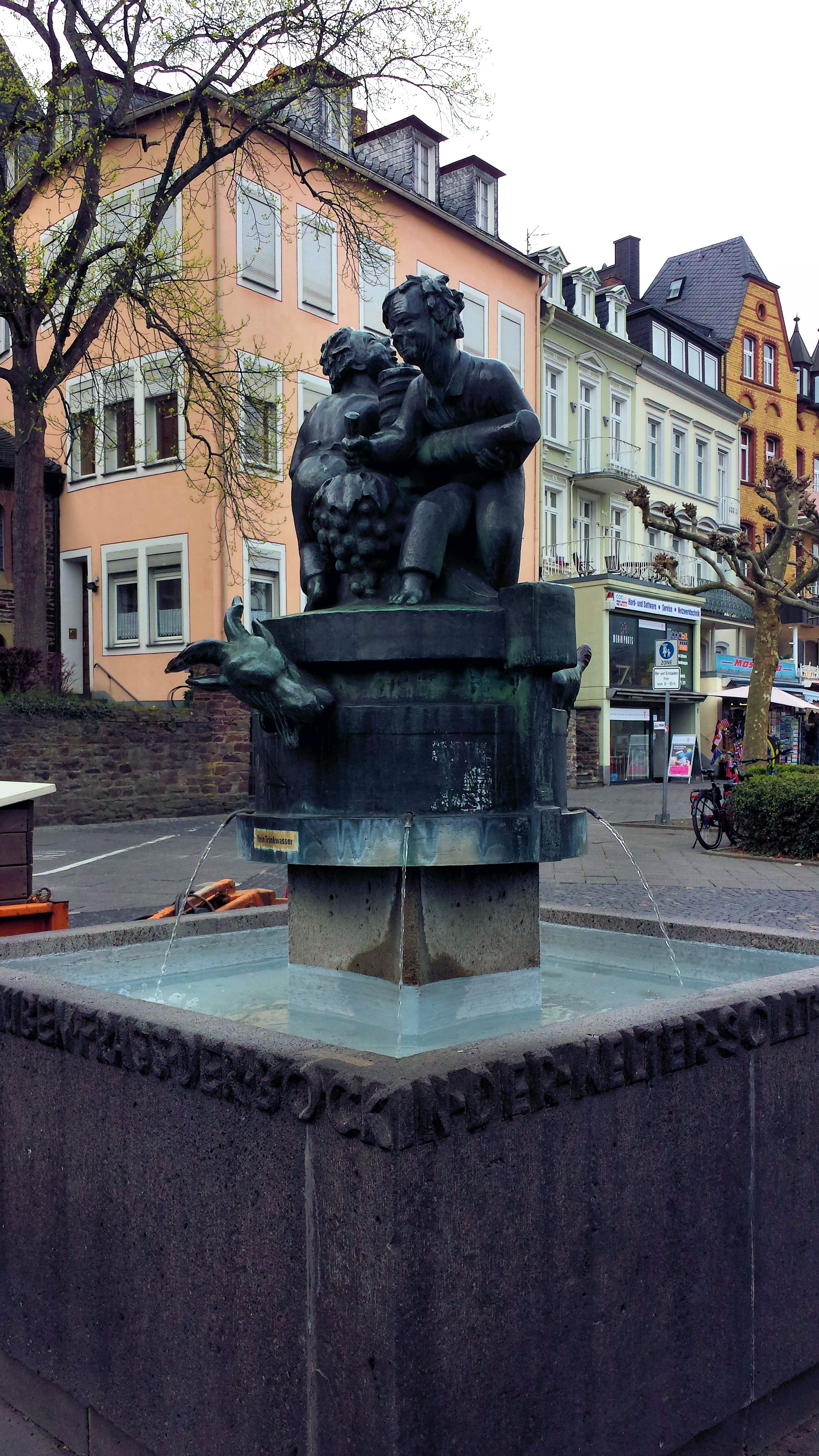
Bockbrunnen in Cochem (1938)
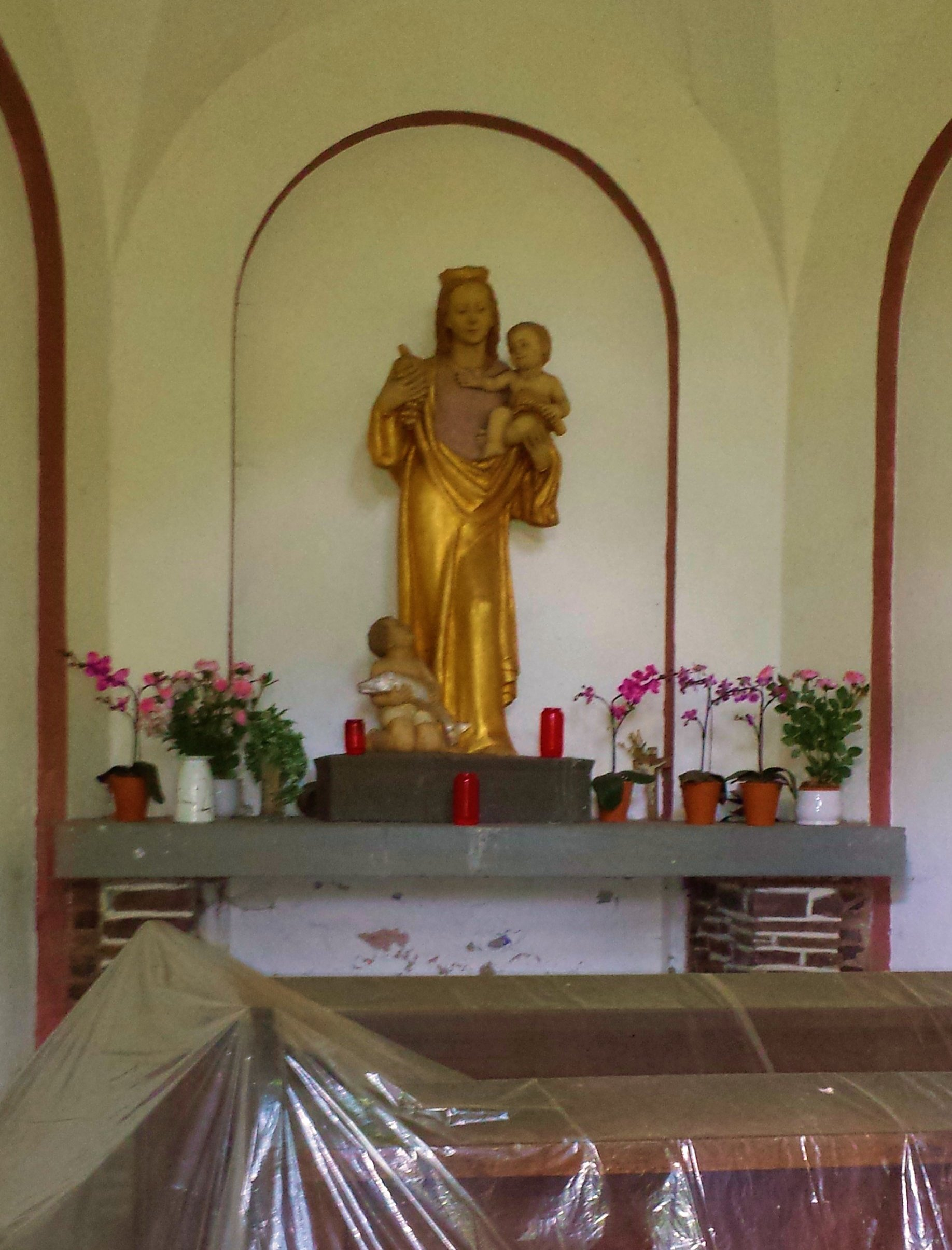
Kapelle 'Zu den drei Kreuzen' in Cochem (1939)
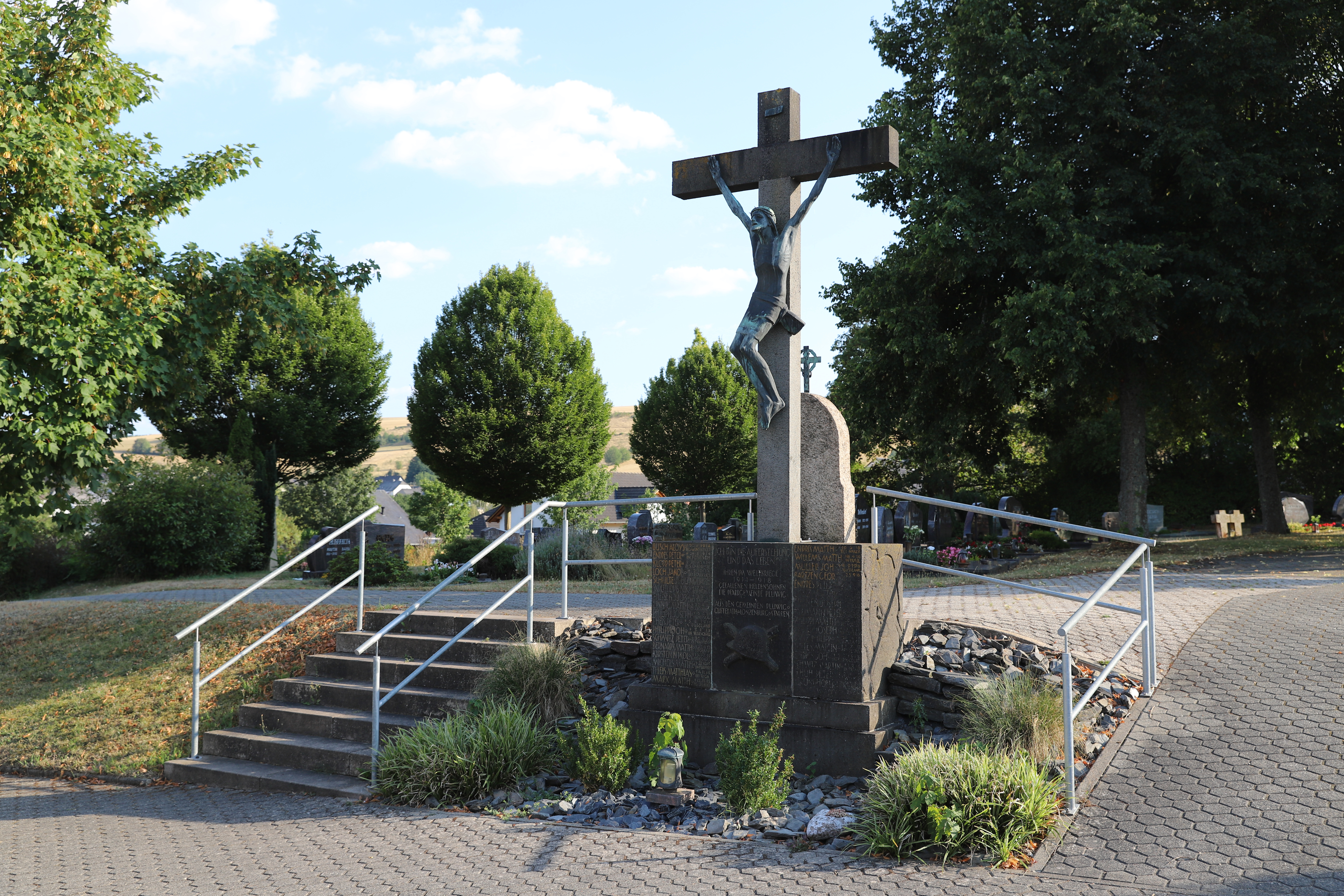
Kulturdenkmal Pluwig Kriegerdenkmal (1930)
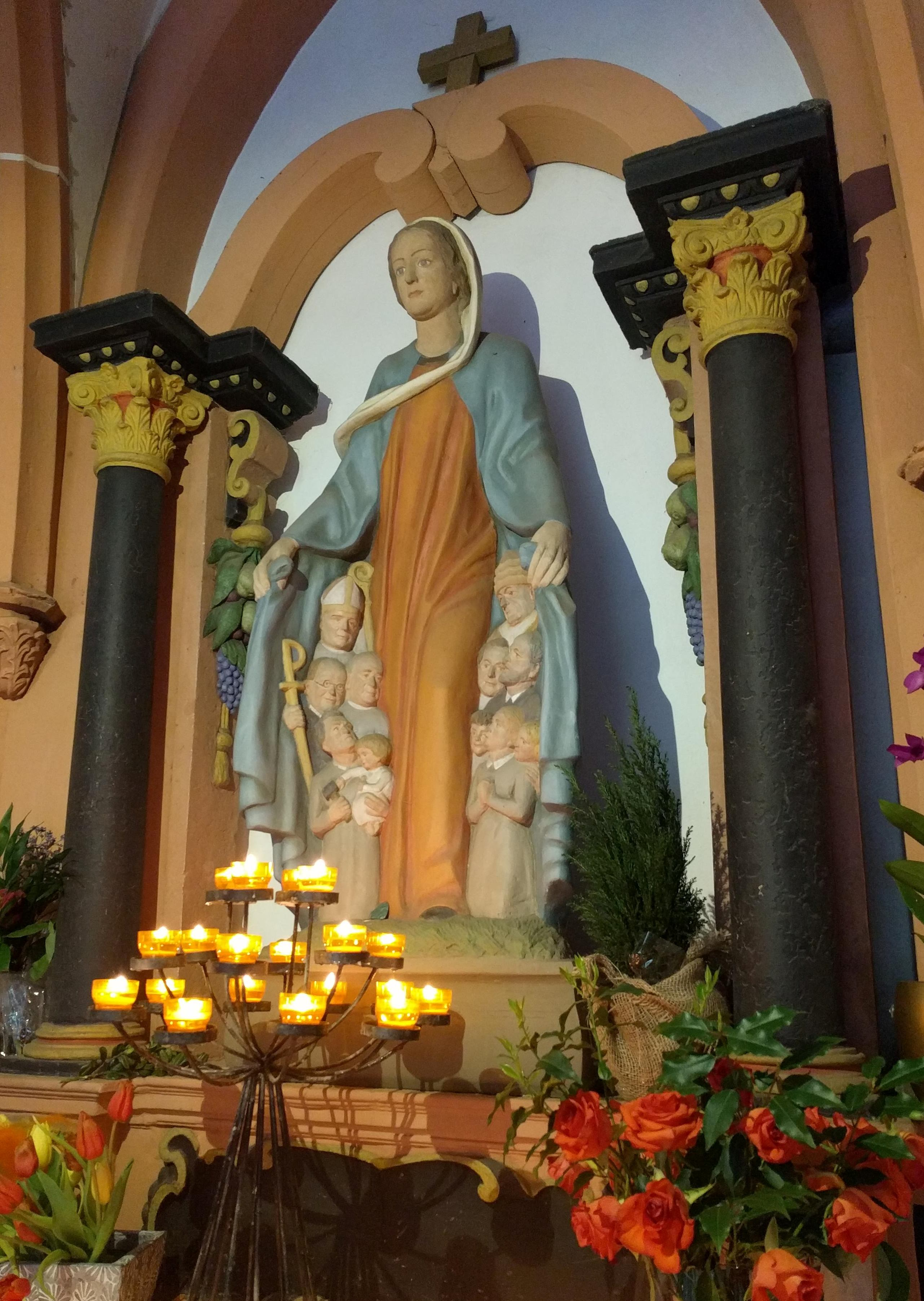
Schutzmantelmadonna Kapelle am Heilbrunnen in Schweich (1938)
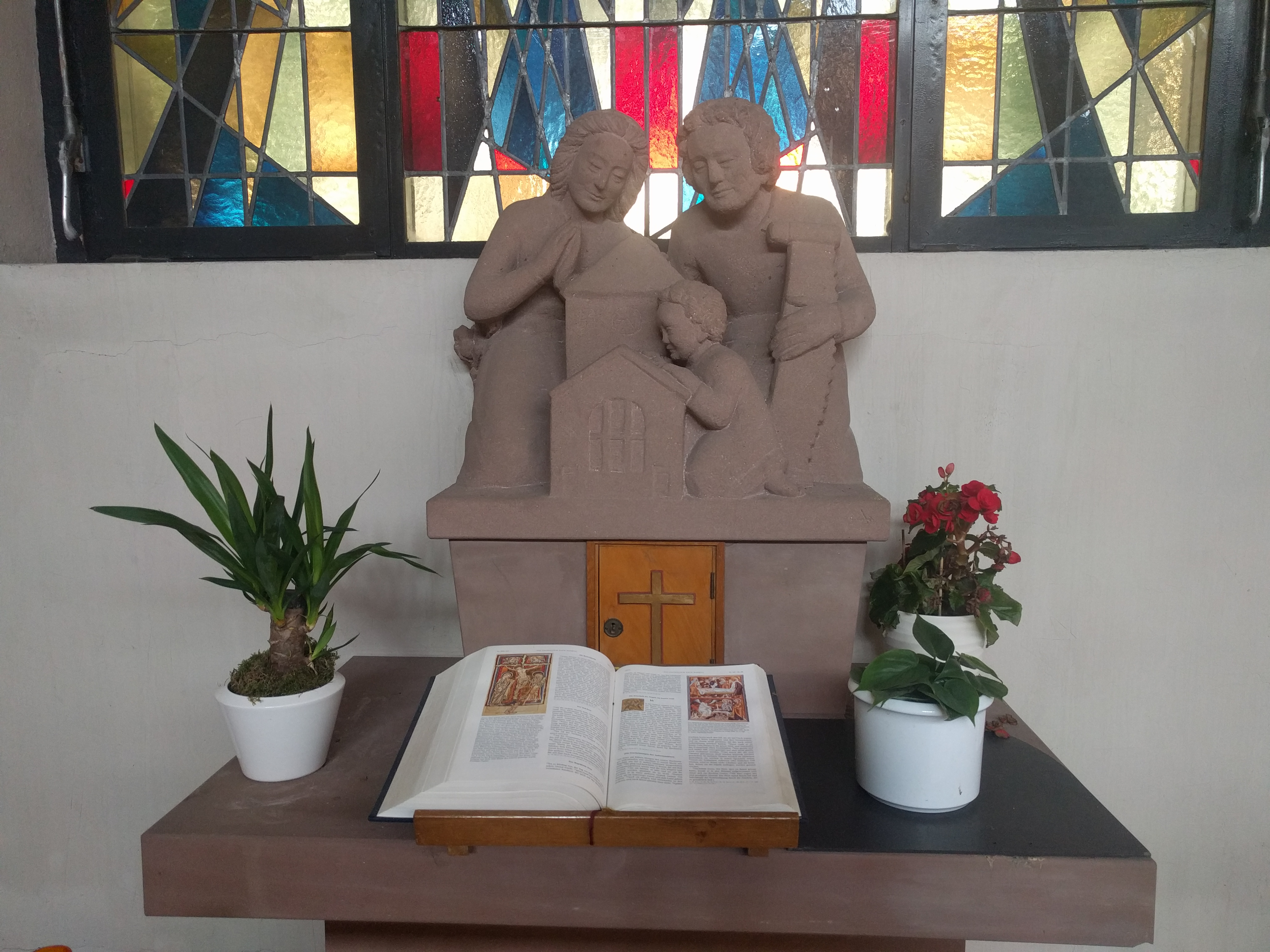
Maria und Josef sowie Jesus als spielendes Kleinkind (Familienaltar) Pfarrkirche St. Ambrosius Trier   (1953)
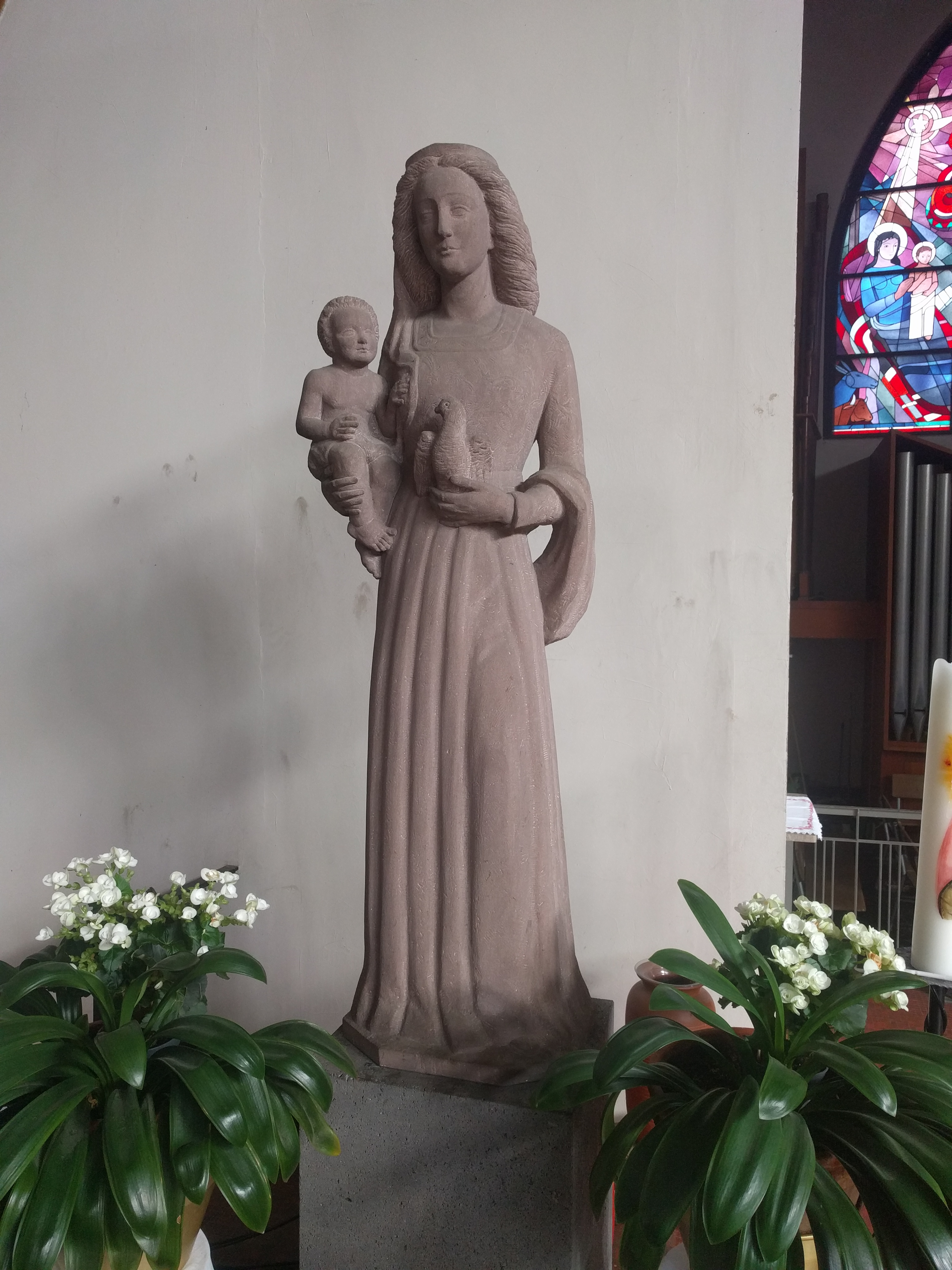
Madonna als Friedenskönigin Pfarrkirche St. Ambrosius Trier
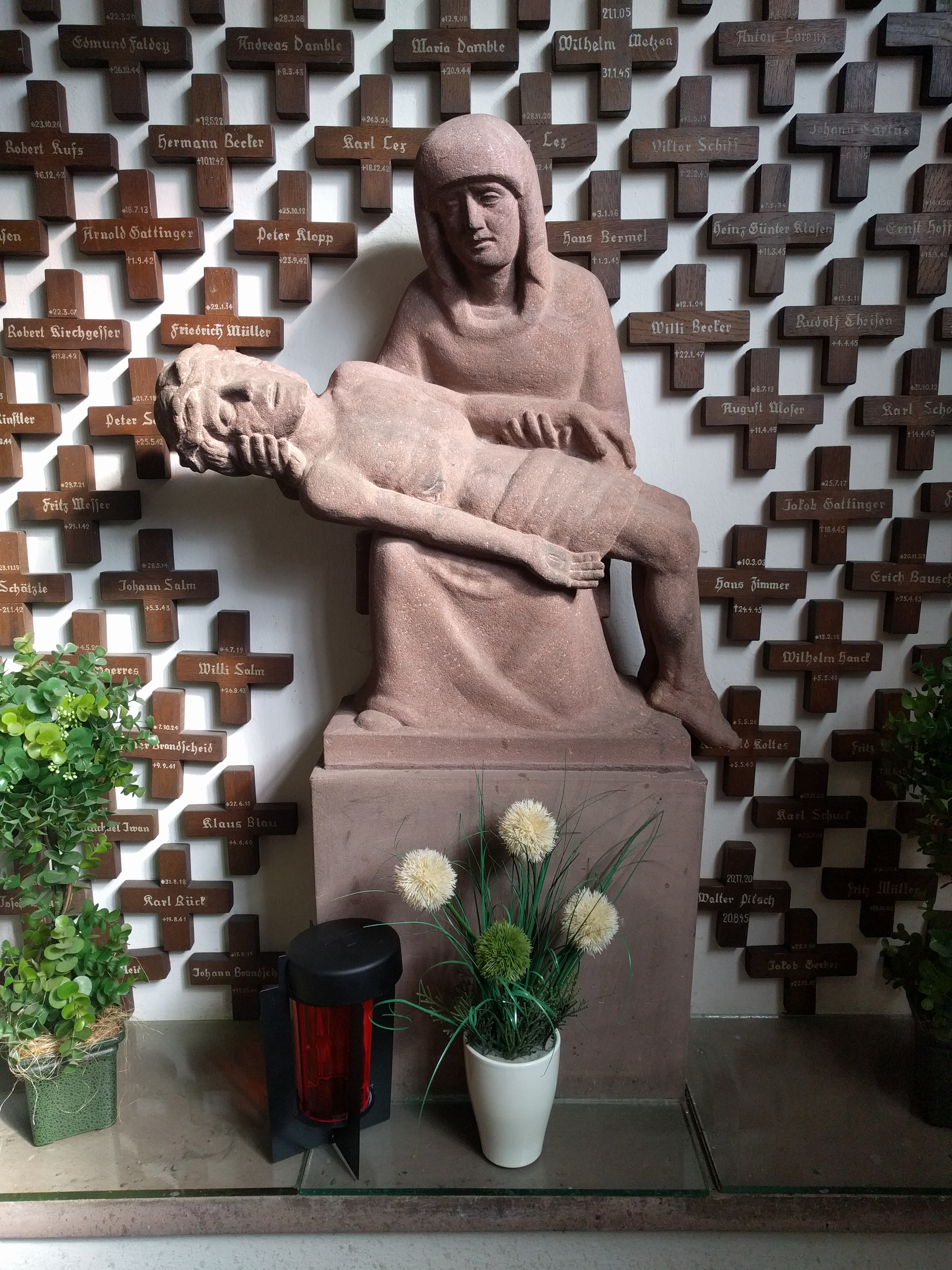
Schmerzensmutter Pfarrkirche St. Ambrosius Trier (1950)
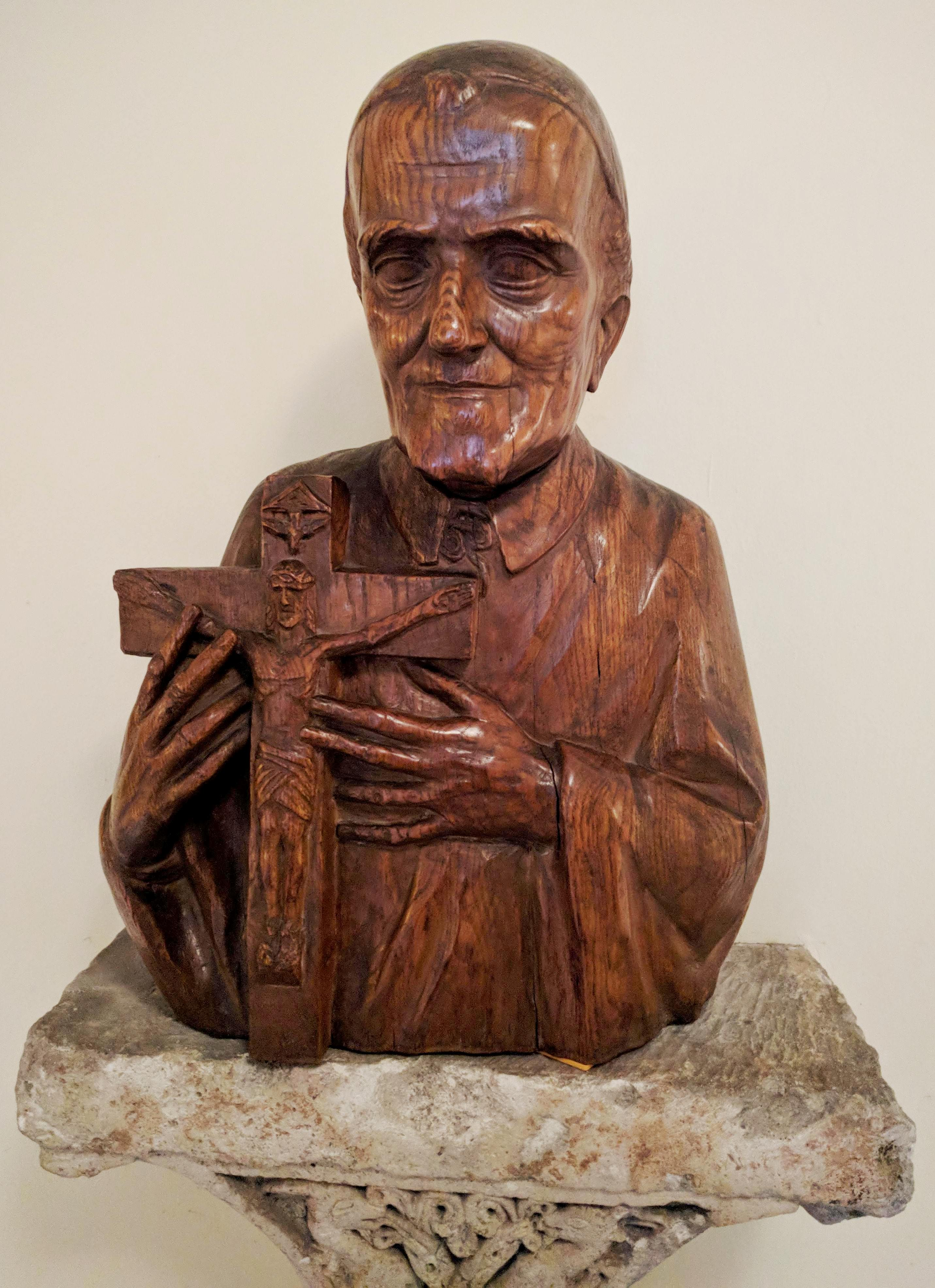
Vincent von Paul im Trierer Vincentinum
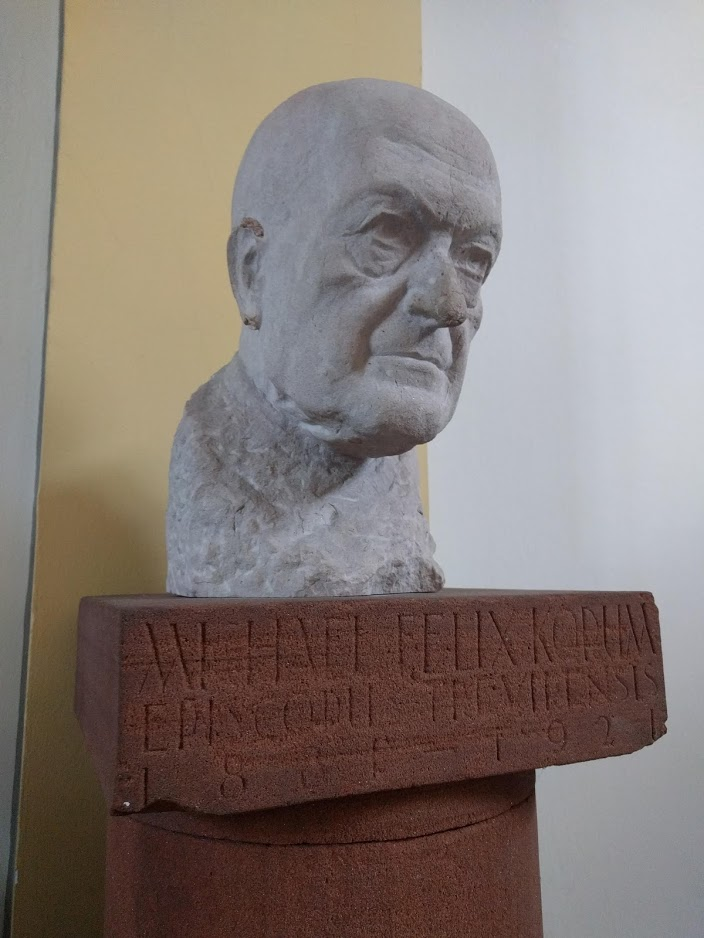
Bischof Korum Trier Priesterseminar (1932)
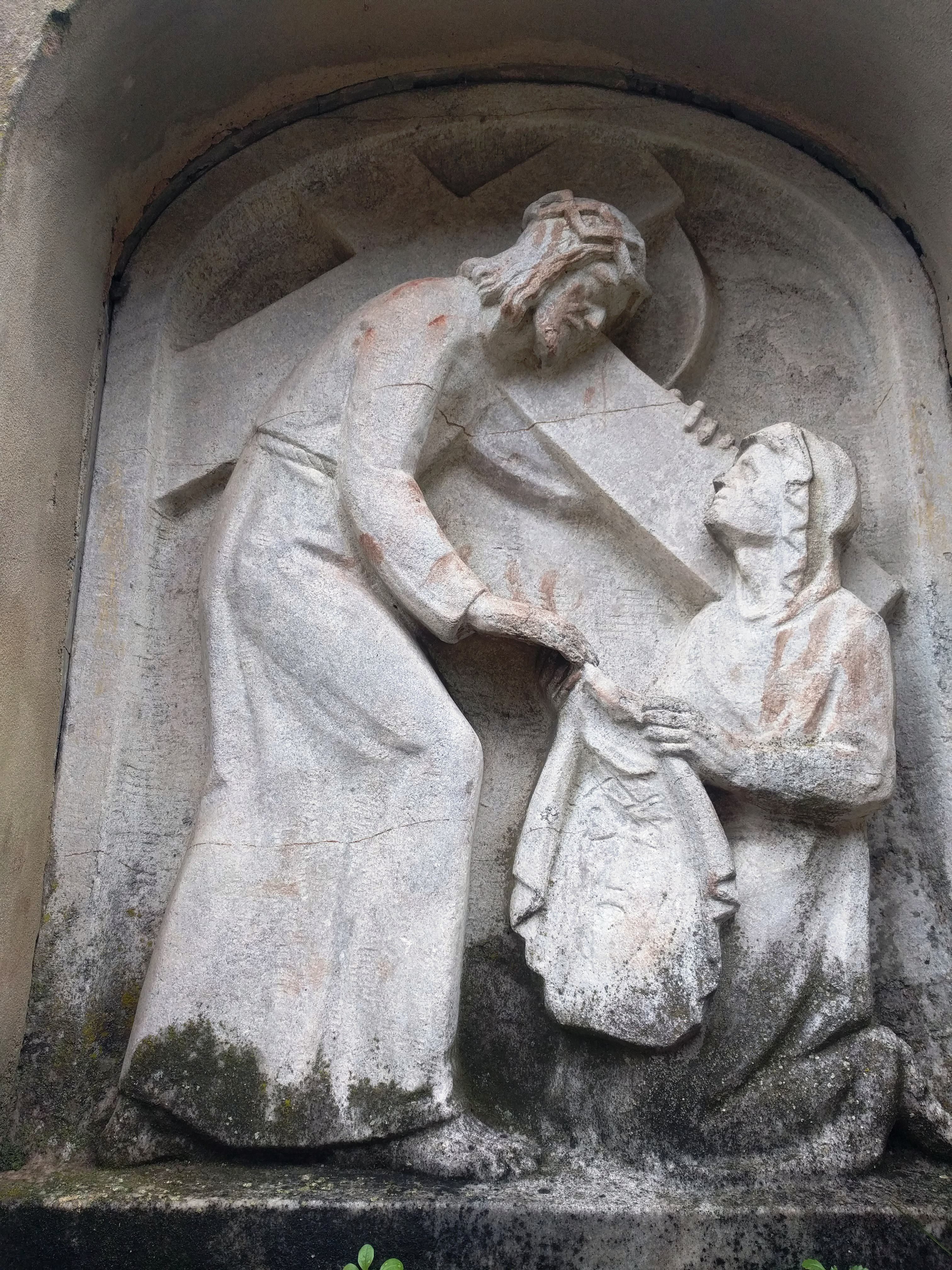
6. Station Kreuzweg Trier-Ost > Petrisberg
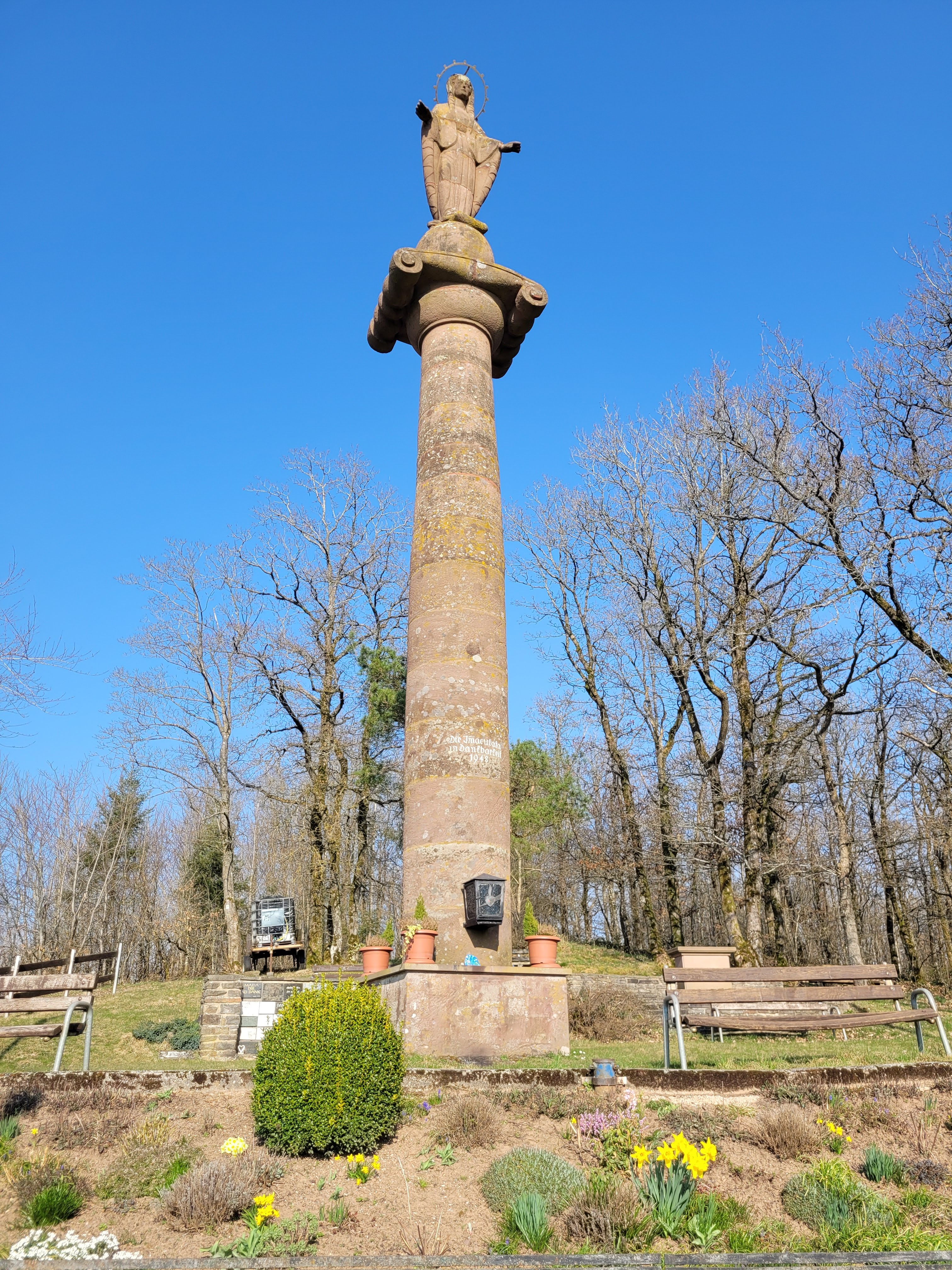
Mariensäule Waxweiler (1948)